# Іст-Бернард (Техас)
Іст-Бернард (англ. East Bernard) — місто (англ. city) в США, в окрузі Вартон штату Техас. Населення — 2218 осіб (2020).

## Географія
Іст-Бернард розташований за координатами 29°31′28″ пн. ш. 96°3′47″ зх. д. / 29.52444° пн. ш. 96.06306° зх. д. (29.524377, -96.062974).  За даними Бюро перепису населення США в 2010 році місто мало площу 9,82 км², з яких 9,80 км² — суходіл та 0,02 км² — водойми.

## Демографія
Згідно з переписом 2010 року, у місті мешкали 2272 особи в 838 домогосподарствах у складі 646 родин. Густота населення становила 231 особа/км².  Було 909 помешкань (93/км²).
Расовий склад населення:
| - 87,8 % — білих - 2,6 % — чорних або афроамериканців - 0,4 % — азіатів - 7,4 % — осіб інших рас |

До двох чи більше рас належало 1,8 %. Частка іспаномовних становила 24,7 % від усіх жителів.
За віковим діапазоном населення розподілялося таким чином: 28,1 % — особи молодші 18 років, 56,8 % — особи у віці 18—64 років, 15,1 % — особи у віці 65 років та старші. Медіана віку мешканця становила 39,8 року. На 100 осіб жіночої статі у місті припадало 99,1 чоловіків;  на 100 жінок у віці від 18 років та старших — 94,8 чоловіків також старших 18 років.
Середній дохід на одне домашнє господарство  становив 70 664 долари США (медіана — 52 287), а середній дохід на одну сім'ю — 79 562 долари (медіана — 62 800). За межею бідності перебувало 16,0 % осіб, у тому числі 21,9 % дітей у віці до 18 років та 8,3 % осіб у віці 65 років та старших.
Цивільне працевлаштоване населення становило 1460 осіб. Основні галузі зайнятості: освіта, охорона здоров'я та соціальна допомога — 31,0 %, сільське господарство, лісництво, риболовля — 12,6 %, роздрібна торгівля — 12,0 %.